# دسکارگاماریا
دسکارگاماریا (به اسپانیایی: Descargamaría) یک منطقهٔ مسکونی در اسپانیا است که در استان کاسرس واقع شده‌است. اسکارگاماریا ۴۹٫۲ کیلومتر مربع مساحت دارد ۴۸۱ متر بالاتر از سطح دریا واقع شده‌است.